# 中谷基志
中谷 基志（なかたに もとし、1972年2月22日 -  ）は、日本のIT会社代表、消費者団体役員、表現の自由の活動家。2021年（令和3年）7月4日の東京都議会議員選挙に葛飾区選挙区から立候補し、2021年11月7日の葛飾区議会議員選挙に立候補した。

## 経歴
愛知県生まれ。岐阜県立多治見北高校を卒業。
東京大学大学院総合文化研究科博士課程満期退学（文化人類学・アメリカ黒人教会）。東京大学大学院在学中に起業し、2017年より、AFEE エンターテイメント表現の自由の会編集委員となる。
AFEEの国連子どもの権利委員会に提出した意見の取りまとめを行い、AFEEマガジン7号～9号にて『「反表現規制運動」の歴史と見取り図』を掲載した。
2017年よりNPO法人 未来塾にてシニア向けスマホ講座を開講し、葛飾区でもシニア向けスマホ教室を開催している。
マンガ・アニメ・ゲームの表現の自由をスローガンとして2021年7月4日の東京都議選に立候補、2,499票にて落選した。その後、2021年11月7日の葛飾区議選に立候補し、ネットアイドルの新藤加菜の応援を受けた。

## 人物
堀江貴文の大学時代の友人。2010年の東京都条例改正問題（「非実在青少年」規制）で表現規制を深く憂慮するようになり、2016年より、山田太郎（現参議院議員）を熱烈に応援する。

## 関連人物
- 坂井崇俊　エンターテイメント表現の自由の会代表
- 近藤顕彦　エンターテイメント表現の自由の会（編集委員）　中谷は近藤と初音ミクとの結婚式に参列しレポート化した[11]。